# Ballon (Charente Marítim)
Ballon és un municipi francès situat al departament del Charente Marítim i a la regió de la Nova Aquitània. L'any 2007 tenia 647 habitants.

## Demografia

### Població
El 2007 la població de fet de Ballon era de 647 persones. Hi havia 266 famílies de les quals 58 eren unipersonals (25 homes vivint sols i 33 dones vivint soles), 90 parelles sense fills, 98 parelles amb fills i 20 famílies monoparentals amb fills.
La població ha evolucionat segons el següent gràfic:
Habitants censats

### Habitatges
El 2007 hi havia 305 habitatges, 262 eren l'habitatge principal de la família, 26 eren segones residències i 18 estaven desocupats. 277 eren cases i 25 eren apartaments. Dels 262 habitatges principals, 202 estaven ocupats pels seus propietaris, 53 estaven llogats i ocupats pels llogaters i 6 estaven cedits a títol gratuït; 3 tenien una cambra, 20 en tenien dues, 47 en tenien tres, 58 en tenien quatre i 133 en tenien cinc o més. 204 habitatges disposaven pel capbaix d'una plaça de pàrquing. A 107 habitatges hi havia un automòbil i a 138 n'hi havia dos o més.

### Piràmide de població
La piràmide de població per edats i sexe el 2009 era:
| Homes | Edats   | Dones |
| ----- | ------- | ----- |
| 0     | 95 o +  | 0     |
| 0     | 90 a 94 | 0     |
| 4     | 85 a 89 | 4     |
| 4     | 80 a 84 | 8     |
| 12    | 75 a 79 | 8     |
| 4     | 70 a 74 | 4     |
| 4     | 65 a 69 | 4     |
| 16    | 60 a 64 | 4     |
| 20    | 55 a 59 | 24    |
| 24    | 50 a 54 | 20    |
| 44    | 45 a 49 | 48    |
| 12    | 40 a 44 | 20    |
| 20    | 35 a 39 | 16    |
| 16    | 30 a 34 | 12    |
| 12    | 25 a 29 | 0     |
| 16    | 20 a 24 | 12    |
| 12    | 15 a 19 | 28    |
| 16    | 10 a 14 | 16    |
| 12    | 5 a 9   | 12    |
| 12    | 0 a 4   | 12    |

## Economia
El 2007 la població en edat de treballar era de 433 persones, 333 eren actives i 100 eren inactives. De les 333 persones actives 288 estaven ocupades (157 homes i 131 dones) i 45 estaven aturades (24 homes i 21 dones). De les 100 persones inactives 27 estaven jubilades, 31 estaven estudiant i 42 estaven classificades com a «altres inactius».

### Ingressos
El 2009 a Ballon hi havia 293 unitats fiscals que integraven 761 persones, la mediana anual d'ingressos fiscals per persona era de 17.719 €.

### Activitats econòmiques
Dels 21 establiments que hi havia el 2007, 12 eren d'empreses de construcció, 1 d'una empresa de comerç i reparació d'automòbils, 1 d'una empresa de transport, 3 d'empreses d'hostatgeria i restauració, 1 d'una empresa financera, 1 d'una empresa de serveis, 1 d'una entitat de l'administració pública i 1 d'una empresa classificada com a «altres activitats de serveis».
Dels 9 establiments de servei als particulars que hi havia el 2009, 3 eren paletes, 1 fusteria, 2 lampisteries, 1 electricista, 1 empresa de construcció i 1 restaurant.
L'any 2000 a Ballon hi havia 17 explotacions agrícoles que ocupaven un total de 1.128 hectàrees.

## Poblacions més properes
El següent diagrama mostra les poblacions més properes.